# Ejido las Canoas
Ejido las Canoas är en ort i Mexiko.   Den ligger i kommunen Ciudad Valles och delstaten San Luis Potosí, i den centrala delen av landet, 300 km norr om huvudstaden Mexico City. Ejido las Canoas ligger 289 meter över havet och antalet invånare är 345.
Terrängen runt Ejido las Canoas är huvudsakligen kuperad, men åt sydost är den platt. Runt Ejido las Canoas är det ganska tätbefolkat, med 78 invånare per kvadratkilometer. Närmaste större samhälle är Ampliación la Hincada, 3,8 km nordost om Ejido las Canoas. I omgivningarna runt Ejido las Canoas växer huvudsakligen savannskog.